# Мусипов, Кажим
Кажим Мусипов (каз. Қажым Мүсіпов; 6 февраля 1912, с. Алабота, Омский уезд, Акмолинская область — 8 января 1982, с. Актуесай, Кзылтуский район, Кокчетавская область, Казахская ССР, СССР) — советский сельскохозяйственный работник, участник Великой Отечественной войны, Герой Социалистического Труда.

## Биография
Родился 6 февраля 1912 года в селе Алабота Омского уезда Акмолинской области (ныне — Тайыншинский район Северо-Казахстанской области). Из семьи крестьянина. После смерти отца, воспитывался матерью и старшим братом Ешкеном. В 1930 году окончил школу в селе Алабота.
Трудовую деятельность начал в 1931 году счетоводом, в колхозе Тунгуш. Затем работал секретарём комитета комсомола района. С сентября 1935 года по январь 1937 года являлся студентом Акмолинского сельскохозяйственного ВУЗа, где окончил двухгодичный сельскохозяйственный отдел, получив квалификацию зоотехника.
В 1937 году избран секретарем Кзылтуского райкома ЛКСМ Казахстана, с декабря 1938 по ноябрь 1942 года — начальник Кзылтуского райземотдела. В июне 1939 года вступил в ВКП(б)/КПСС. В 1940 году прошел 6-месячное обучение в Алма-Атинском сельскохозяйственном институте.
В 1942—1946 годах служил в Красной Армии. Участник Великой Отечественной войны, воевал на территории Румынии, Польши, Чехословакии, Германии. С октября 1944 года служил на 1-м Украинском фронте в должности командира пулеметного взвода 861-го стрелкового Краснознаменного ордена Суворова полка 294-й стрелковой Черкасской Краснознаменной орденов Суворова, Кутузова, Богдана Хмельницкого дивизии 48-го стрелкового корпуса 52-й армии. 5 апреля 1945 года лейтенант Мусипов отличился со своим взводом в ожесточенных боях по ликвидации окруженной группировки противника в районе города Бреслау, тогда же получил ранение. За проявленную доблесть, и мужество, награжден орденом Отечественной войны 2-й степени.
После демобилизации работал на руководящей хозяйственной работе в родном районе. С октября 1946 по апрель 1947 года — заместитель председателя исполкома Кзылтуского районного Совета депутатов трудящихся. С апреля 1947 года — заведующий Кзылтуским райсельхозотделом.
В 1951—1953 годах работал старшим зоотехником Кзылтуского райсельхозотдела.
В 1953—1954 годах — главный зоотехник Борсукбайской машинно-животноводческой станции (МЖС) в том же районе.
В 1954 году К. Мусипов был направлен партией поднимать сельское хозяйство, и возглавил сельхозартель имени Маленкова (Уялы) Кзылтуского района. Под его руководством хозяйство окрепло и преобразилось. Уже в 1956 году здесь был выращен качественный урожай зерна, на всей площади посева. Сельхозартель продала государству наибольшее количество хлеба за все время своего существования. За эти трудовые достижения, председатель был награжден золотой медалью «За освоение целинных земель», и премирован автомобилем «Победа».
Указом Президиума Верховного Совета СССР от 11 января 1957 года, за особо выдающиеся успехи, достигнутые в работе по освоению целинных и залежных земель, и получение высокого урожая, Мусипову Кажыму присвоено звание Героя Социалистического Труда с вручением ордена Ленина.
В феврале 1957 года назначен директором Чапаевского совхоза, который возглавлял на протяжении трех лет.
С июня 1960 по январь 1963 года работал главным зоотехником совхоза имени XXII партсъезда Кзылтуского района.
С января 1963 года работал главным зоотехником совхоза имени Карла Маркса Кзылтуского района, который ежегодно выполнял план сдачи государству животноводческой продукции. Много внимания уделял воспитанию молодежи, охотно оказывал помощь молодым специалистам, вооружая их передовым опытом.
В 1972 году вышел на заслуженный отдых, проживал в селе Актуесай Кзылтуского района Кокчетавской области.
Умер 8 января 1982 года, похоронен на мусульманском кладбище села Кишкенеколь Уалихановского района.